# Війна за Вльору
Війна за Вльору (алб. Lufta e Vlorës, італ. Guerra di Valona) або Війна 1920 року (алб. Lufta e Njëzetës) — війна між князівством Албанія і королівством Італія, що йшла з 4 червня по 3 вересня 1920 року на території Південної Албанії і зокрема області Вльора. Албанські повстанці, які поступалися за чисельністю і озброєнням італійцям, зуміли домогтися перемоги і визнання незалежності Албанії: обговорення меж молодої держави на Паризькій мирній конференції остаточно завершилося лише після закінчення війни за Вльору. Цей конфлікт вважають поворотним моментом в історії незалежної Албанії.

## Передісторія
Перед вступом у Першу світову війну на боці Антанти 1915 року Королівство Італія підписало таємну Лондонську угоду, за якою зобов'язувалося вступити у війну проти Німеччини й Австро-Угорщини в обмін на низку територіальних поступок після війни. У число обіцяних територій входили Валона (нині Вльора) і острів Сазено (нині Сазані), а майбутнє самої Албанії залишалося під питанням: згодом Антанта могла домогтися розділу значної частини Албанії між Сербією, Чорногорією та Грецією, а частину албанських територій оголосити нейтральною зоною або зовсім віддати Італії. На Паризькій мирній конференції, що пройшла в 1919—1920 роках, союзники довго не могли визначитися щодо кордонів Албанії, але при цьому не піддавали сумніву права Італії на Вльору. Прем'єр-міністр Франческо Нітті очікував, що союзники підтримають приєднання албанських земель до Італії.

## Перебіг війни
Албанський уряд не визнавав претензій Італії й не бажав іти на поступки. 4 червня він зажадав від Італії відмовитися від претензій на Вльору й передати управління містом і областю Албанії, на що генерал Сеттімо Пьячентіні відповів відмовою. Албанці оголосили про створення Національного комітету оборони під керівництвом Казіма Кочулі і стали збирати добровольців для захисту своїх земель. Командиром загону чисельністю в 4 тисячі осіб став Ахмет Лепеніца. Албанські повстанці були погано озброєні: не всі мали вогнепальну або навіть холодну зброю, хтось озброювався палицями і камінням. Їм протистояли 20 тисяч навчених італійських солдатів, які були озброєні артилерією й мали підтримку з моря.
Албанці зав'язали бої в регіоні Вльора, а незабаром заколотників підтримали і добровольці з інших великих албанських міст. Стрімкий натиск албанців не дозволив італійцям перекинути підкріплення, а заколотники взяли місто Вльора в облогу. 2 серпня 1920 року Італія підписала угоду з Албанією й погодилася вивести свої війська і відмовитися від претензій на Вльору. 5 серпня оголошено припинення вогню, що поклало кінець збройним зіткненням.

## Розстановка сил

### Албанія
| Загони з Шуллері      | Кало Телхаї                             |
| Загони з Кути         | Ррапо Чело і Халім Ракіпі               |
| Загони з Дуката       | Шеме Садіку і Ходо Жекірі               |
| Сили з Лумі та Вльори | Салі Вранішті                           |
| Сили з Фенгу          | Мучо Аліу                               |
| Сили з Каніни         | Бекір Вело                              |
| Сили з Саларі         | Селам Мусай                             |
| Сили з Курвелеша      | Ріжа Руна                               |
| Сил з Фтерри          | Джафер Шеху                             |
| Сили з Маллакастри    | Бекташ Чакрані та Халім Хаміті          |
| Сили з Скрапара       | Ріжа Кодьєлі                            |
| Сили з Берата         | Сеїт Топтані та Іжедін Вріоні           |
| Сили з Пекіні         | Адем Гініші                             |
| Сил з Гірокастр       | Явер Хуршиті та Джевдет Пікарі          |
| Сили з Чамерії        | Алуш Сеті Така і Мухарем Рушиті         |
| Сили з Корчі          | Капітан Феріт Фрашері й Тосун Селеніца  |
| Сили з Тірани         | Капітан Ізмаїл Хакі Кучі                |
| Добровольці зі США    | Капітан Акіф Перметі й Карейман Татжані |

### Італія
| Район Вльора—Каніна | Штаб 36-ї дивізії | Генерал Сеттімо Пьячентіні, генерал Еммануеле Пульєзе і генерал де Лука        |
| Кота                | Транспортний, продовольчий і медичний центр, 4-е командування змішаної артилерії, альпійський батальйон і 72-й піхотний батальйон | Командир карабінерів, генерал Енріко Готті, начальник гарнізону Кавалло Мікеле |
| Гьорм               | Центр кулеметної роти | Капітан Бергамаскі                                                             |
| Замок Матохасанай   | 72-й піхотний батальйон, піхотний полк, 182-я батарея гірської артилерії (70-мм гармати)                                          | Майор                                                                          |
| Замок Телепена      | Піхотний батальйон, 157-ий артилерійський відділ, сили карабінерів                                                                | Майор Бронціні                                                                 |
| Перевал Ллогара     | 35-й батальйон 35-го полку берсальєрів, 105-й підрозділ                                                                           | Капітан Боансеа                                                                |
| Хімара              | Штаб 35-го полку берсальєрів | Генерал Россі, полковник Манганелі                                             |
| Селеніца            | | Майор Гвадалупі                                                                |
| Затока Вльори       | Корабель «Сан Маріо», «Бручеті», «Дуліо», «Алькіна», «Оріон», «Арчіоне»                                                           |                                                                                |
| Район Уйа-Фтохта    | Авіація |                                                                                |
| Паная               | Склади італійських військ |                                                                                |
| Вайза               | Шпиталь і пости охорони |                                                                                |

## Мирна угода

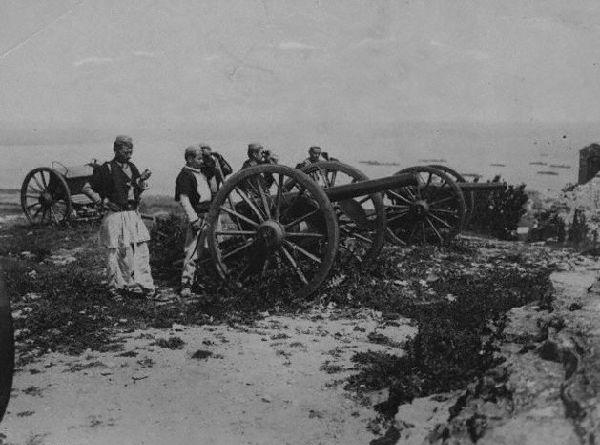
Італійські гармати, які захопили албанці

Після тримісячних боїв було підписано мирну угоду між Італією та Албанією, згідно з якою Уряд Італії зобов'язувався виконати такі пункти:
1. Визнати незалежність, територіальну цілісність і суверенітет Албанії в межах кордонів, встановлених 1913 року на конференції в Лондоні.
2. Скасувати протекторат, утворений в 1917 році, повністю відмовитися від претензій на місто Вльора і околиці, а також від ідеї утворення будь-якого мандату в Албанії.
3. Вивести війська не лише з Вльори та її околиць, а й з території Албанії. При цьому італійці зберігали контроль над островом Сазані, мисами Лінгетта і Трепорті (для контролю затоки Вльора) з правом будівництва укріплень, а також невеликий загін в Шкодері.
4. Провести обмін військовополонених з Албанією і звільнення за амністією всіх заарештованих.

Це була перша в історії Албанії угода з іноземною державою, і албанці використовували весь свій вплив і свою міжнародну підтримку для досягнення своїх цілей — зокрема, визнання їхніх кордонів за угодою 1913 року.

## Пам'ять
Про події війни оповідає албанська народна пісня «Народ Вльори» (алб. Njerëzit e Vlorës)

І що ми чуємо,
На жаль на нашу Флору: Італійці наступають: На поїздах і парашутах.
Але вона не здалась, ми не допустимо цього.
Зберіться, товариші, в атаку,
Звільнимо нашу Вльору.
Оригінальний текст (алб.)
[Ç’është kështu që dëgjojmë 

vaj medet o Vlora jonë 

italianët po zbarkojnë 

me pampor e me ballonë 

jo mor jo nuk e durojmë. 

Ngrihi shokë të sulmojmë 

Vlorën tonë ta çlirojmë.] Помилка: {{Lang}}: текст вже має курсивний шрифт (допомога)